# 国生義夫
国生義夫（こくしょう よしお、1892年12月4日 – 1976年6月16日）は、鹿児島県出身の実業家。明治乳業の元社長・元会長。

## 来歴
鹿児島市の貧しい家庭に生まれる。鹿児島市立松原小学校、鹿児島県立第二鹿児島中学校、鹿児島高等農林学校農学科卒業。農林学校在学中より牛乳や乳製品について研究し、1917年には農商務省による海外実業練習生に選抜され渡米。現地で4年間、酪農について研修を受ける。
帰国後の1923年、東京菓子（現・明治製菓）に入社、1955年には明治乳業社長に就任し、以後会長まで務めた。
著書に「わが乳業記」（1969年、明治乳業刊）がある。
藍綬褒章及び勲三等旭日中綬章を受章。
1976年6月16日、心筋梗塞のため東京慈恵会医科大学附属病院で死去。83歳没。